# Ka'b ibn al-Ashraf
Ka'b ibn al-Ashraf (Arabic: كعب بن الأشرف; gestorven ca. 624) was, volgens islamitische teksten, een zevende-eeuwse dichter in Medina.
Ka'b werd geboren als kind van een Arabische vader van de stam Tayy en een Joodse moeder van de stam Banu Nadir. Aangezien zijn vader al vroeg was overleden, werd Ka'b opgevoed door zijn moeders familie en met haar geloof. Hij werd gezien als lid van de Banu Nadir, waarvan hij ook een van de leidinggevenden was.
Mohammed vroeg aan zijn volgelingen wie van hen Ka'b ibn al-Ashraf zou vermoorden omdat hij Mohammed zou hebben 'pijn gedaan'. Muhammad ibn Maslama nam dit op zich maar gaf aan dat hiervoor misleiding nodig was. Mohammed vond dat geen probleem. Muhammad ibn Maslama ging naar Ka'b toe en deed zich voor als iemand die voedsel wilde lenen. Ka'b vroeg hiervoor iets als onderpand. Muhammad beloofde bij Ka'b terug te komen en zijn wapen als onderpand te geven. Toen Muhammad bij Ka'b terugkeerde, stak hij hem dood. Historici Ibn Ishaq en Al-Tabari noemen dat Ka'b verzen had geschreven waarin hij de Mekkaanse doden van de Slag bij Badr betreurde. Daarnaast had hij beledigende liefdesgedichten over moslimvrouwen geschreven. Volgens Ibn Kathir had hij ook mensen aangezet tegen Mohammed te vechten.